# Атлантик (радио)
Вижте пояснителната страница за други значения на Атлантик.
Радио Атлантик е името на радиоверига в България, съществувала от 1992 до 2010 г.

## Атлантик Пловдив
От декември 1992 г. на 97 FM в Пловдив се излъчва VOA Europe - Гласът на Америка и кратки включвания с новини от Пловдив. На 12 февруари 1993 г. стартира целодневната местна програма на Atlantic Радио, като нощем продължават да се ретранслират програмите на The Voice of America. В следващите години Радио Атлантик създава много собствени музикални и информационни програми и се оформя като хит-радиостанция. В началото студиото и предавателят на радиостанцията се намират в хотел Марица в Пловдив. От 16 април 2004 г. на честотата му сe излъчва Радио Витоша, а след закриването на радио Ритмо, Атлантик се премества на старата честота на Веселина 97.7. Радио Веселина се премества на 106.5.
През 2010 на честотата 97.7 тръгна Magic FM.

## Атлантик Плевен
Радио Атлантик – Плевен излъчва от пролетта на 1996 г. на 106.5 MHz, след 2001 г. на 106.1 MHz. Радиостанцията е част от радиоверигата Витоша-Атлантик и в партньорство с VOA Europe - Гласът на Америка. От 16 април 2004 г. на честотата му сe излъчва Радио Витоша.

## Атлантик Варна и Бургас
Радио Атлантик – Варна започва излъчване през 1995 г. на честотата на Радио Галатея – Варна. Радиостанцията е част от радиоверигата Витоша-Атлантик и в партньорство с VOA Europe - Гласът на Америка. В следващите години варненското Радио Атлантик развива собствена мрежа с откриването на предаватели в Бургас (от пролетта на 1996 г. на 96.7 MHz) и Добрич (от 1998 г. на 96.6 MHz).
От 3 март 2000 г. Бургаското студио на Радио Атлантик излъчва самостоятелна програма във формат „само българска музика“. След 2002 г. и на трите честоти (Варна, Бургас и Добрич) стартира програма Atlantic Hit-Mix с формат CHR. В Бургас се излъчва отделна програма със същото име. Радиостанциите Атлантик и Atlantic Hit-Mix са част от радиоверигата Витоша-Атлантик и в партньорство с VOA Europe – Гласът на Америка. От 16 април 2004 г. на честотите им сe излъчва Радио Витоша.

## Атлантик София
През 2001 г. в София е създадена нова радиостанция с името Радио Атлантик с формат Soft AC (Adult Contemporary). Стартът на радиото е на 7 юни 2001 г. на честота 107.4 FM в София През 2002 г. тогавашният орган за регулиране на съобщенията – ДКД (Държавна комисия за дълекосъобщенията) смени честотата на излъчване от 107.4 FM на 92.4 FM, поради реорганизиране на честотното планиране
От 8 януари 2007 г. Радио Атлантик излъчва и за град Пловдив на честота 97.7 MHz (до тази дата Радио Веселина). След спечелен през 2007 г. конкурс, в края на септември 2008 г. радиото започна излъчване и в град Габрово на 98.6 MHz. На 26 април 2010 г. станцията се ребрандира на Magic FM с което се слага край на ерата на радио Атлантик.